# Episodi di Grey's Anatomy (settima stagione)
La settima stagione della serie televisiva Grey's Anatomy, composta da ventidue episodi, è stata trasmessa sul canale ABC dal 23 settembre 2010 al 19 maggio 2011.
La versione in lingua italiana va in onda a partire dal 6 dicembre 2010 all'11 luglio 2011 su Fox Life e dall'8 febbraio 2011 al 5 luglio 2011 sull'emittente svizzera RSI LA1. Quest'ultima trasmette gli episodi in anteprima assoluta, in anticipo rispetto a Fox Life, a partire dal dodicesimo episodio. Dal 28 maggio 2012 al 6 agosto 2012 viene trasmessa in chiaro su Italia 1.
Jesse Williams e Sarah Drew, già apparsi nella stagione precedente nei ruoli del dottor Jackson Avery e della dottoressa April Kepner, entrano a far parte del cast fisso a partire da questa stagione.
Peter MacNicol appare come personaggio ricorrente, interpretando il ruolo del pediatria Robert Stark durante l'assenza della dottoressa Robbins a partire dal settimo episodio.
Rachael Taylor, altro personaggio ricorrente, interpreta la ginecologa Lucy Fields dal tredicesimo episodio fino al diciottesimo, tornando negli ultimi due.
James Tupper recita come personaggio ricorrente nei primi tre episodi e negli ultimi tre.
Scott Foley partecipa come personaggio ricorrente dal decimo episodio interpretando Henry Burton, paziente della dottoressa Teddy Altman e sua nuova fiamma, nonché suo marito.
L'episodio Una canzone per rinascere viene trasmesso con le canzoni sottotitolate e in lingua originale il 17 giugno 2011 sull'emittente Fox Life.
| nº | Titolo originale                   | Titolo italiano                    | Prima TV USA      | Prima TV in italiano |
| -- | ---------------------------------- | ---------------------------------- | ----------------- | -------------------- |
| 1  | With You I'm Born Again            | Con te rinasco                     | 23 settembre 2010 | 6 dicembre 2010      |
| 2  | Shock to the System                | Shock al sistema                   | 30 settembre 2010 | 13 dicembre 2010     |
| 3  | Superfreak                         | Strane creature                    | 7 ottobre 2010    | 20 dicembre 2010     |
| 4  | Can't Fight Biology                | Non puoi competere con la biologia | 14 ottobre 2010   | 10 gennaio 2011      |
| 5  | Almost Grown                       | Spiccare il volo                   | 21 ottobre 2010   | 17 gennaio 2011      |
| 6  | These Arms of Mine                 | Queste mie braccia                 | 28 ottobre 2010   | 24 gennaio 2011      |
| 7  | That's Me Trying                   | Una giornata non facile            | 4 novembre 2010   | 31 gennaio 2011      |
| 8  | Something's Gotta Give             | Sotto pressione                    | 11 novembre 2010  | 7 febbraio 2011      |
| 9  | Slow Night, So Long                | Una lunga notte                    | 18 novembre 2010  | 14 febbraio 2011     |
| 10 | Adrift and at Peace                | Un grosso se                       | 2 dicembre 2010   | 21 febbraio 2011     |
| 11 | Disarm                             | Il ritorno                         | 6 gennaio 2011    | 28 febbraio 2011     |
| 12 | Start Me Up                        | Voltare pagina                     | 13 gennaio 2011   | 26 aprile 2011       |
| 13 | Don't Deceive Me (Please Don't Go) | Non m'ingannare                    | 3 febbraio 2011   | 3 maggio 2011        |
| 14 | P.Y.T. (Pretty Young Thing)        | Giovane e carina                   | 10 febbraio 2011  | 10 maggio 2011       |
| 15 | Golden Hour                        | L'ora d'oro                        | 17 febbraio 2011  | 17 maggio 2011       |
| 16 | Not Responsible                    | Irresponsabili                     | 24 febbraio 2011  | 24 maggio 2011       |
| 17 | This Is How We Do It               | Siamo così                         | 24 marzo 2011     | 31 maggio 2011       |
| 18 | Song Beneath the Song              | Una canzone per rinascere          | 31 marzo 2011     | 7 giugno 2011        |
| 19 | It's a Long Way Back               | Ritornare come prima               | 28 aprile 2011    | 14 giugno 2011       |
| 20 | White Wedding                      | Tempo di matrimoni                 | 5 maggio 2011     | 21 giugno 2011       |
| 21 | I Will Survive                     | Sopravviverò                       | 12 maggio 2011    | 28 giugno 2011       |
| 22 | Unaccompanied Minor                | Ritrovarsi soli                    | 19 maggio 2011    | 5 luglio 2011        |

## Con te rinasco
- Titolo originale: With You I'm Born Again

Matrimonio Cristina e Owen.

- Diretto da: Rob Corn
- Scritto da: Krista Vernoff

### Trama
Dopo la terribile sparatoria della fine della sesta stagione tutti ritornano al Seattle Grace Hospital, ognuno, però, con le proprie ferite e i propri traumi ma in molti non si sono ancora ripresi.
Shepherd ricerca l'adrenalina nel correre con la macchina, si dimette dal ruolo di primario e decide di operare un paziente inoperabile, con un tumore che bisogna asportare tagliando a metà la faccia del ragazzo, e con l'aiuto della Torres e di Sloan ci riesce.
Cristina decide di sposarsi con Owen, ma ancora non si è ripresa dal trauma di avere operato Derek con una pistola puntata alla tempia quindi abbandona tutti i suoi pensieri al matrimonio, e per questo motivo non le viene concessa la licenza di operare.
Meredith è ancora scossa per tutti gli avvenimenti accaduti a lei, l'aborto spontaneo che ha avuto alla fine della 6 stagione e a Derek, così anche a lei non viene concessa la licenza di operare. La Bailey mette fine alla storia con il bell'anestesista.
Lexie si è ripresa dopo essere stata in psichiatria e così pure Alex, nonostante continui a camminare con un proiettile nel petto che non vuole farsi togliere. Alla fine dell'episodio Cristina e Owen si sposano mentre Derek resta in prigione quando Meredith decide di non liberarlo.
- Guest star:James Tupper (Dr. Andrew Perkins), Jason George (Dr. Ben Warren), Debra Mooney (Mrs. Hunt), Judy Prescott (Donna Bevell), Matthew Fahey (Greg Bevell).
- Musiche: Talib Kweli & Hi-Tek - "Midnight Hour", Wiz Khalifa - "Teach You To Fly", Amy Stroup - "Backed Into the Corner", Delta Spirit - "Salt In The Wound", Timbaland - "Undertow", Mumford & Sons - "Thistle & Weeds", Graffiti 6 - "Stare Into The Sun".
- Riferimento del titolo: è riferito alla canzone del 1979 di Syreeta Wright and Billy Preston.
- Ascolti USA: telespettatori 14.320.000 – share 14%[7]

## Shock al sistema
- Titolo originale: Shock to the System
- Diretto da: Tom Verica
- Scritto da: William Harper

### Trama
L'ospedale si occupa di una squadra di Flag Football che è stata colpita da un fulmine. Owen e Teddy decidono di portare Cristina in sala operatoria per farla riprendere nonostante lei non abbia ancora avuto la licenza; la Yang si spaventa e non riesce più a operare. La Bailey impedisce ad Alex di tornare a operare fino a che non si sarà fatto togliere la pallottola e si occupa lei stessa della piccola operazione. Mark decide di chiedere a Lexie di sposarlo ma lei, arrabbiata perché tutti la credono ancora mentalmente instabile, va via prima che le venga fatta la proposta. Cristina è in crisi perché non si sente ancora pronta a tornare in sala operatoria; cerca appoggio solo in Meredith, e il suo matrimonio ne risente. Teddy ha una relazione con lo psicologo. Alla fine Meredith dice allo psicologo quello che è successo il giorno della sparatoria e ottiene così l'autorizzazione.
- Guest star: James Tupper (Dr. Andrew Perkins), Ashley Crow (Linda Cotler), John Walcutt (Mr. Cotler), Camille Chen (Kerry Schultz), Walter Perez (Russ), Eric James Ramey (Warren Griffith).
- Musiche: Tobias Froberg - "Precious", The Like - "Wishing He Was Dead", Greg Laswell - "Into The Mystic", School of Seven Bells - "The Wait", Alva Leigh - "Calling Me", Home video - "Business Transaction", Mumford & Sons - "White Blank Page".
- Riferimento del titolo: il titolo dell'episodio si riferisce alla canzone di Billy Idol.
- Ascolti USA: telespettatori 12.533.000 – share 13%[8]

## Strane creature
- Titolo originale: Superfreak
- Diretto da: Michael Pressman
- Scritto da: Mark Wilding

### Trama
L'episodio ha inizio con Cristina che spunta a sorpresa, in piena notte nella camera da letto di Meredith e Derek, perché non riesce a dormire da sola. In ospedale tutti gli strutturati con lo psicologo decidono se far operare Cristina, che durante un intervento si è buttata a terra rifiutandosi di operare, Webber è contrario così come Callie ma Derek insiste a volerla come assistente e dopo aver ottenuto il permesso decide, contro la volontà di Cristina stessa, che lo assisterà nei suoi interventi. Meredith si sente un po' messa da parte ma accetta la cosa andando a lavorare con April in ambulatorio. Arriva la sorella più piccola di Derek -anche lei neurochirurgo- con un paziente conosciuto in aereo malato di tumore al cervello. Derek è restio nei confronti della sorella e spiega a Meredith che la sorella è una tossica. Cristina in sala operatoria si rifiuta di operare e lascia la sala ai fratelli Shepherd. Derek terminata l'operazione la raggiunge e la convince a rivivere l'intervento che gli ha salvato la vita su un cadavere. Cristina con molte reticenze prova a farlo. Intanto la Bailey si occupa di un paziente affetto da epidermodisplasia verruciforme, una genodermatosi ereditaria molto rara, caratterizzata da un'infezione cronica da Papillomavirus umano (HPV). Il paziente presenta verruche su tutto il corpo, trasformandolo quasi in un albero. La Bailey costringe Lexie ad assisterla insieme con Mark e Jackson, che sono schifati dal paziente. La Bailey li rimprovera ma poi dà di matto per un ragno sbucato fuori da una verruca. Meredith passa tutta la giornata in pronto soccorso con April e non vuole parlare con quest'ultima di Cristina. A entrambe capita un caso curioso di una ragazza vergine che sta per sposarsi alla quale trovano un preservativo in un polmone aspirato durante un gioco all'addio al nubilato organizzato dalle amiche. Nel frattempo la Bailey, Sloan e Lexie fanno l'intervento per togliere parte delle verruche sul corpo dell'uomo. alla fine scoprono che le verruche sono troppo estese sulla pelle e che c'è pochissima pelle sana sul corpo e dicono all'uomo e a sua moglie che ci vorrà un'attesa da sei mesi a un anno per un tentativo di trapianto di cute. Alex intanto viene sorpreso da Richard che gli chiede perché usa sempre le scale, e quest'ultimo scopre che il ragazzo ha paura dell'ascensore dal giorno in cui gli hanno sparato. Richard quindi lo costringe a entrare con lui in ascensore e a restarci fin quando non gli verrà la noia. Dopo un intero pomeriggio all'interno di questo i due escono. A fine giornata Arizona e Callie si ubriacano con la Bailey e Teddy confidando ognuna il loro problema: Arizona e Callie vogliono che Cristina e Owen cambino casa ma non sanno come dirglielo. Teddy è triste perché Andrew lo psicologo parte e alla fine decide di andarlo a salutare e la Bailey si vergogna della sua fobia per i ragni.
Da Joe, Alex, Jackson, Lexie, Meredith e April si ubriacano prendendo in giro April che è vergine a 28 anni. Brilla, April si sfoga svelando i segreti di ognuno: Meredith non parla di Cristina perché non vuole ammettere che non tornerà mai come prima, Alex da un mese non riesce a prendere l'ascensore, Lexie si lamenta di Mark pensando che la ritenga pazza mentre lui è solo innamorato, e Jackson non dorme da un mese per colpa degli incubi, ma April, pur sapendo tutte queste cose, non le ha mai dette perché non sono affari suoi. La puntata si chiude con Cristina che dice a Owen di voler fare l'idraulico, con Callie e Arizona che rientrano in casa non curanti dell'altra coppia e cominciano a spogliarsi e a toccarsi davanti a loro convincendoli ad andare via senza parlare, Derek che chiarisce con la sorella e Lexie che decide di dare un'altra possibilità a Mark e va da lui per parlargli ma lo sorprende con Amelia, la sorella di Derek, e va via senza farsi notare.
- Special Guest Star: Caterina Scorsone (Amelia Shepherd)
- Guest star:James Tupper (Dr. Andrew Perkins), Dana Davis (Gretchen), Art Chudabala (Jerry Adams), Omar Gooding (Danny), Jolene Kim (Tess Adams).
- Musiche: Lissie - "Worried About", Cary Brothers - "Belong", Ash Koley - "Sheep in Wolves Clothing".
- Riferimento del titolo: il titolo è riferito alla canzone di Rick James.
- Ascolti USA: telespettatori 12.750.000 – share 13%[9]
- Crossover con l'episodio di Private Practice, Scelte dolorose.

## Non puoi competere con la biologia
- Titolo originale: Can't Fight Biology
- Diretto da: Ed Ornelas
- Scritto da: Peter Nowalk

### Trama
Meredith e Derek si recano da un medico per un controllo ginecologico, dal quale risulta che l'utero di Meredith è "ostile". Intanto Cristina e Owen decidono di cercare una casa tutta loro: ne visitano una che in realtà è un ex caserma dei pompieri, con tanto di palo. All'ospedale arrivano i feriti di un incidente in una lavanderia assieme a un biologo con un'occlusione intestinale dovuta a dei vermi che, per una ricerca volta a trovare una cura per l'asma, l'uomo sta allevando nel suo corpo. Cristina segue il caso con la Bailey, ma si rifiuta ancora di entrare in sala operatoria. Teddy rimprovera Avery di flirtare con lei in sala operatoria per operare di più. Arizona e Callie, invece, discutono su Mark: Arizona confessa di non sopportarlo perché lui le guarda il seno invece di guardarla negli occhi. Meredith si occupa di una paziente con una malattia genetica degenerativa (la malattia di Huntington) e pensando a sua madre decide di sottoporsi al test dell'alzheimer. Derek però le dice che non gli interessa sapere se ha l'alzheimer o se può avere figli. A fine giornata Lexie si sfoga con Meredith, perché ritiene che alla sorella non importi di lei, ma questa la tranquillizza e le spiega che quello che le ha fatto credere di non essere considerata sono solo una serie di malintesi e di coincidenze, facendo tornare il sorriso alla piccola Grey; Cristina, che rimane colpita dalla devozione del ricercatore per la sua professione, purtroppo non riesce a evitare che l'operazione uccida i vermi, ma resta altrettanto colpita quando l'uomo, pur sapendo i rischi, intende ripetere l'esperimento perché, proprio come lei prima dell'incidente, ciò che lui ama più di ogni altra cosa è il suo lavoro; dopo aver parlato con Alex, il quale le ricorda che Mark gli ha salvato la vita nonostante lui stesse frequentando la piccola Grey, Arizona decide di uscire a cena con Mark per provare a diventare amici. Cristina compra la caserma dei pompieri, che tanto era piaciuta a Owen.
- Guest star:Frances Conroy (Eleanor), Diane Farr (Lila Davis), Christian Clemenson (Ivan Fink), Jon Curry (Fred Fisher), Nathan Halliday (Jake Fisher).
- Musiche: Matthew Perryman Jones - "Until The Last Falling Star", Jenna Andrews - "Tumblin Down", Correatown - "Further".
- Riferimento del titolo: il titolo si riferisce alla canzone dei Drop Dead, Gorgeous.
- Ascolti USA: telespettatori 12.114.000 – share 13%[10]

## Spiccare il volo
- Titolo Originale: Almost Grown
- Diretto da: Chandra Wilson
- Scritto da: Brian Tanen

### Trama
Gli specializzandi del quarto anno diventano per una sola giornata strutturati: il dottor Webber decide di dar loro la possibilità di dimostrare di saper operare da soli. Tutti indossano la divisa blu scura, tranne Lexie che non essendo del quarto anno resta a svolgere le solite mansioni. I capi reparto, invece, sono chiamati a un compito molto impegnativo: convincere Webber ad assegnare al loro reparto un milione di dollari. Ognuno si prepara il suo discorso: Mark vuole investire quei soldi in un centro per ustionati e per la chirurgia plastica ricostruttiva, Derek vuole investirli nella ricerca contro l'Alzheimer, Callie chiede che le siano assegnati perché il futuro dell'ortopedia sta nella ricostruzione con tessuti animali, Arizona vuole i fondi per aumentare le risorse da destinare all’oncologia pediatrica mini invasiva; Teddy vuole finanziare un lavoro di ricerca sulle cellule staminali in cardiochirurgia, Owen chiede di spenderli per la formazione di un team di emergenza che sia in grado di operare anche in situazioni di crisi, come la sparatoria, rammentando la morte di Charles Percy tra le braccia della Bailey. Infine la Bailey chiede di utilizzare quei soldi per riparare tre macchinari rotti e per assumere una infermiera per il turno di notte. Intanto gli assistenti si danno da fare: Avery conquista la fiducia di Derek che gli concede un intervento dopo aver vinto una prova di precisione cui partecipa anche Meredith (ma commette un errore durante l'intervento); Meredith, comunque si trova a dover effettuare da sola una craniotomia d'emergenza a causa di complicanze post operatorie di una paziente che stava seguendo Lexie; Alex convince la mamma di un tredicenne a permettere che venga eseguita una mastoplastica sul figlio; Cristina - dopo un'intera giornata in cui non si espone e si rifiuta di collaborare - riesce a convincere la commissione trapianti a concedere nuovi polmoni a un paziente. Il dottor Webber decide di premiare l'idea di Owen e si congratula con lui.
- Guest star:Ron Perkins (Roy Henley), Candice Patton (Meg Waylon), Randee Heller (Joanne), Deborah Strang (Ellie Ratigan), Charlie Koznick (Trey), Susan Slome (Mindy Gruberman), Jarrod Bailey (Seth Gruberman).
- Musiche: The Bamboos - "On The Sly", Mat Kearney - "Head on Your Heart", Wait Think Fast - "Look Alive", Kyle Andrews - "You Always Make Me Smile".
- Riferimento del titolo: il titolo si riferisce alla canzone di Chuck Berry del 1959.
- Ascolti USA: telespettatori 10.974.000 – share 11%[11]

## Queste mie braccia
- Titolo originale: These Arms of Mine
- Diretto da: Stephen Cragg
- Scritto da: Stacy McKee

### Trama
Questa puntata è un documentario sulle attività del Seattle Grace dopo la sparatoria e dopo aver installato un nuovissimo sistema di sicurezza che però crea continuamente problemi. Gran parte della puntata è dedicata al trapianto di entrambe le braccia di un taglialegna che le ha perse sul lavoro: tale intervento vede impegnati Shepherd, Torres, Sloan e Hunt. Intanto la dottoressa Robbins e Karev si occupano di Lily, una bambina di nove anni alla quale devono trapiantare una trachea cresciuta in laboratorio costruita con parti delle costole della bambina. Durante questo caso il dottor Karev mostrerà una grande umanità e disponibilità nei confronti della piccola paziente. La Bailey opera Mary, la ragazza che durante la sparatoria era con lei, la ragazza deve subire un intervento banale dal quale però non si risveglia più. Mentre si occupa di Lily la dottoressa Robbins viene a sapere e accetta una borsa di studio per l'Africa e con lei partirà anche Callie.
- Special guest star: Mandy Moore (Mary Portman)
- Guest star: Amanda Foreman (Nora), Ryan Devlin (Bill Portman), Audrey Wasilewski (Nicole Waldman), John Lacy (Zack), Vanessa Martinez (Gretchen Price), Paola Nicole Andino (Lily).
- Musiche: Calahan - "All My Life", Right the Stars - "You Know The Way".
- Riferimento del titolo: è una canzone di Otis Redding del 1962.
- Ascolti USA: telespettatori 10.785.000 – share 11%[12]
- In questo episodio non vi è nessuna voce narrante.

## Una giornata non facile
- Titolo originale: That's Me Trying
- Diretto da: Tony Phelan
- Scritto da: Austin Guzman

### Trama
La puntata vede il caso di un paziente che ha sviluppato il cuore polmonare e la Yang ne è responsabile fino al ritorno della Altman con i polmoni nuovi da impiantare. Il Dottor Hunt, vedendo Cristina in crisi, incarica Meredith di fare da "babysitter" a Cristina nel caso, ma di questo la Yang se ne accorge e ciò crea delle incomprensioni con Meredith. Nel mezzo dell'episodio Hunt mette alla prova gli specializzandi in una finta emergenza per dar loro l'omologazione di traumatologi d'emergenza. Il caso seguito da Sloan e Lexie, vede una paziente a chiedere un fondoschiena più robusto e sodo. Questo fa sì che Lexie si opponga perché crede che faccia tutto questo per un uomo, ma non sarà così. Infatti è solo per una soddisfazione personale che la paziente vuole farsi questa operazione. La Bailey sta lavorando all'autopsia di Mary Portman, ma ancora non ottiene la risposta che cerca: nonostante l'autopsia sia effettuata dal primario di patologia, la dottoressa Stanley, essa è inconclusiva e non c'è spiegazione, per la morte di Mary. Arizona parte per l'Africa, ma senza Callie. Duro è stato il confronto fra le due in aeroporto con Arizona che dà la colpa a Callie di non essere convinta della partenza e di farlo solo per egoismo, inevitabilmente la fine della loro storia è arrivata. Da ultimo Webber fa i complimenti alla Yang per come si è comportata nel caso dell'Altman ma Cristina, inaspettatamente, si licenzia.
- Guest star:Melinda Page Hamilton (Dr. Jennifer Stanley), Ron Perkins (Roy Henley), Amber Benson (Corrine Henley), Wynn Everett (Christy Cornell), Mandy Moore (Mary Portman).
- Musiche: Nikka Costa - "Ching Ching Ching", Dark Dark Dark - Daydreaming, Sia Furler - "Never Gonna Leave Me", K'naan - "Bang Bang.
- Riferimento del titolo: il titolo si riferisce alla canzone di William Shatner.
- Ascolti USA: telespettatori 11.918.000 – share 12%[13]

## Sotto pressione
- Titolo originale: Something's Gotta Give
- Diretto da: Jeannot Szwarc
- Scritto da: William Harper

### Trama
In questa puntata arriva in ospedale la massima sicurezza visto che i dottori del Seattle Grace (Owen e Teddy) cercano di salvare la vita a una delle più importanti figure politiche del Medio-Oriente. Avery si sente escluso e ha l'impressione che tutti i medici evitino di prenderlo con sé perché nell'ultimo mese ha commesso diversi errori. Solo la Bailey gli affida un semplice compito, quello di controllare frequentemente il drenaggio di una paziente, ma anche in questo caso Avery commette una svista e porta la paziente in sala operatoria da solo, nell'attesa che Baley lo raggiunga. Al suo arrivo la paziente è appena deceduta fra le mani di Avery. Nel frattempo Cristina, aiutata da Callie, la quale rimpiange vivamente la fine della sua storia con Arizona, decide finalmente di sistemare casa sua e organizza un party per l'inaugurazione dell'appartamento, al quale però non si presenterà. Alex si presenta in ritardo per il suo primo giorno di visite al reparto pediatrico a causa di un viaggio nel weekend. Dice di essere stato a Las Vegas, ma in realtà è stato dalla famiglia; ha scoperto che il fratello Aron soffre di schizofrenia. Il pediatra che sostituisce Arizona Robbins è il dott Stark, con il quale Alex avrà più di un contrasto per il caso di una bambina di 4 mesi a cui Stark impianta il fegato di un adulto. Alex gli suggerisce di procedere con un metodo sperimentale, ma Stark, rubandogli l'idea, se ne prende tutto il merito dinanzi a Webber. A fare le spese del nervosismo di Karev sarà April, che si è invaghita di lui.
- Guest star:Peter MacNicol (Dr. Robert Stark), Allan Louis (Ronald Lace), Omid Abtahi (Aasif).
- Musiche: K'naan - "Dreamer", Fran Healy - "Sing Me To Sleep", Eels - "Gone Man", Azure Ray - "Shouldn't Have Loved", Metric - "Dead Disco", Mackintosh Braun - "Could It Be".
- Riferimento del titolo: è una canzone di Ella Fitzgerald.
- Ascolti USA: telespettatori 11.127.000 – share 12%[14]

## Una lunga notte
- Titolo originale: Slow Night, So Long
- Diretto da: Rob Baiuyley
- Scritto da: Zoanne Clack

### Trama
Derek dice a Meredith di aver vinto una sovvenzione che gli permetterà di incominciare la sua ricerca sull'Alzheimer.
Derek va al bar di Joe a festeggiare la sovvenzione ottenuta al bar festeggia con Mark, Miranda e Callie, Teddy e Cristina. Ma tutti rimangono sorpresi nel vedere che Cristina è diventata la nuova barista. Owen prova a parlarle, ma lei è troppo presa dalla sua nuova professione.
Anche Meredith è alle prese con un caso difficile: sta assistendo un paziente del dottor Stark, ma anche lei sembra avere qualche problema con il nuovo primario di pediatria, il quale crede che il bambino che ha in cura non abbia niente di grave e non vuole essere disturbato. Meredith chiede aiuto ad Alex, che decide di preparare il bambino e operarlo da solo se il primario non dovesse arrivare. Nel frattempo Lexie e Jackson Avery sono occupati con due fratelli che si sono schiantati contro un treno, mentre April deve "staccare" due fidanzatini che si sono incollati braccia e mani con la supercolla per non doversi separare mai. Mark e Callie vanno a letto insieme.
- Guest star:Peter MacNicol (Dr. Robert Stark), Steven W. Bailey (Joe), Kimberly Guerrero (Mrs. McNeil), Bubba Lewis (Kendrick Nystrom).
- Musiche: The National - "Runaway", Vassy - "Run To The Sun", Free & Easy - "Open", Imani Coppola - "Celebrate", Calahan - "Bleeding", Amateur Night (brano musicale) - "Immune", Ali Dee - "She's Goin' Down", Calahan - "Feels Like Rain", Goldfrapp - "Alive", Mackintosh Braun - "Made For Us", Anya Marina - "You Are Invisible".
- Riferimento del titolo: il titolo si riferisce alla canzone dei Kings of Leon.
- Ascolti USA: telespettatori 11.461.000 – share 12%[15]

## Un grosso se
- Titolo originale: Adrift and at Peace
- Diretto da: Allison Liddi-Brown
- Scritto da: Tony Phelan e Joan Rater

### Trama
A Seattle sta arrivando il Natale. L'episodio si apre con Derek che si prepara per una giornata di pesca insieme con Cristina che, una volta in mezzo al lago, non smette di parlare nonostante Derek le dica continuamente che in quel modo spaventa i pesci. Alla fine però la Yang riuscirà a pescare una bella trota e, sotto l'incredulità dei pescatori al molo, scoppia a piangere mentre, con il pesce in mano, cercano di farle una foto e sia Derek sia Cristina capiscono che in quel momento sta cominciando il suo processo di guarigione. Intanto in ospedale Meredith e Owen hanno una lite mentre operano un paziente appena caduto da un dirupo con la moglie in luna di miele. Meredith sostiene che Owen non stia aiutando Cristina per farla tornare al lavoro invece Owen dice a Meredith che la sua influenza non è buona sulla moglie al momento in quanto lei non abbia paura, come ha dimostrato chiedendo a Gary Clark di sparare a lei per non far morire Derek sul tavolo operatorio. La Bailey mette Jackson, Lexie e April in competizione: chi troverà una cura per le fistole potrà asportare una colecisti con un nuovo metodo. Lexie ha delle difficoltà quando si sentirà ostacolata dall'infermiere Eli così chiede l'aiuto di Mark che in cambio la convince a uscire di nuovo con lui. Eli scopre senza accorgersene un metodo per evitare le complicanze post operatorie così la Bailey al settimo cielo va a congratularsi con lui e l'infermiere le chiede di uscire avendo flirtato tutto il giorno con lei e la dottoressa accetta. La competizione tra specializzandi viene vinta da Jackson che così ottiene l'intervento, alle spese di April e Lexie. Nel frattempo Teddy fa la conoscenza di Henry, un paziente affetto da tumore, non coperto dall'assicurazione che vuole chiedere alla sua fidanzata di sposarlo e accelerare il fidanzamento per operarsi. Non riuscendoci, la dottoressa Altman chiederà prima a Webber e poi al Consiglio di operare Henry pro bono spiegando al capo che si sente responsabile per lui come per Cristina e con lei ha fallito per cui sente di dover fare una buona azione. Alla fine la sua richiesta verrà respinta allora Teddy proporrà a Henry di sposarlo per beneficiare della sua assicurazione sostenendo che è suo dovere di medico fare tutto il possibile per aiutarlo, lui nonostante sia restio alla fine accetta. Lexie va da Joe per bere qualcosa con Mark ma si rende conto che è sbagliato riprovarci perché in fondo non sono cambiati ma Mark inaspettatamente, la bacia e i due ritornano insieme. L'ultima scena vede l'inatteso ritorno di Arizona, che bussa alla porta di Callie chiedendole perdono, ma le viene sbattuta la porta in faccia.
- Guest star:Scott Foley (Henry Burton), Daniel Sunjata (Infermiere Eli), Jamie Chung (Trina Paiz).
- Musiche: Jules Larson - "It's Christmas Time", Basement Apartment - "Merry Xmas", Low - "Silent Night", The Lee Vees - "Nun Gimmel Heh Shin", Ashton Allen - "O Come All Ye Faithful", Boy Least Likely To - "The First Snowflake".
- Riferimento del titolo: il titolo si riferisce all'omonima canzone dei Nine Inch Nails.
- Ascolti USA: telespettatori 11.016.000 – share 11%[16]

## Il ritorno
- Titolo originale: Disarm
- Diretto da: Debbie Allen
- Scritto da: Krista Vernoff

### Trama
Meredith e Derek stanno continuando a provare ad avere un bambino nonostante Meredith sia arrabbiata con Derek perché sostiene che le stia rubando l'amica. Teddy e Henry vanno in comune a sposarsi e il testimone di lei è Owen che non smette di rimproverarla per la scelta sconsiderata ma lei non dà alla cosa molta importanza. Mentre passeggia per Seattle Cristina, che poco prima ha confessato a Owen di star guarendo, viene attirata da una scia di ambulanze dirette a un college dove è appena avvenuto un massacro scolastico. Tutti i chirurghi al Seattle Grace Mercy West rimangono sconvolti per l'accaduto, in quanto ricorda il trauma vissuto mesi addietro. April e Webber si occupano dell'agente di polizia che ha sparato al killer, quindi devono svegliarlo temporaneamente perché fornisca la descrizione del killer. Meredith e Derek si occupano di un professore che subito un grave trauma alla testa mentre aiutava gli studenti a mettersi in salvo e durante l'operazione la Grey va frequentemente a informare la moglie, per questo viene rimproverata da Derek ma lei gli ricorda di aver vissuto la stessa terribile situazione e che lui e Cristina non sono gli unici ad aver sofferto. Alex, Arizona e Stark si occupano di una ragazza prodigio in università a quindici anni: il pediatra vorrebbe amputare alla ragazza una gamba salvabile, pensando che questo le salverebbe la vita, e quando gli altri due medici lo contestano si arrabbia e li caccia, così Arizona ordina ad Alex di bloccare Stark per non fargli tagliare l'arto e intanto, accusando Stark di incompetenza, riesce a farsi autorizzare da Webber a sostituirlo e a chiamare Callie, che conviene sul fatto che la gamba si possa salvare. Stark si lamenta poi col capo, ma Richard, di fronte alla sua arroganza, dato che il pediatra in una situazione d'emergenza è più preoccupato a far valere la sua autorità che a occuparsi di gente che muore, lo zittisce accusandolo di non comportarsi da medico. In sala operatoria, Arizona tenta di chiarire con Callie, ma quest'ultima afferma di non volerne parlare. Teddy si occupa di un altro ragazzo rimasto ferito e rimane sorpresa nel vedere che Cristina gli ha effettuato una toracotomia sul campo e la riaccoglie nello staff, operando con Jackson finché, in sala operatoria, quando si scopre che il ragazzo è il killer, Avery e un'infermiera lasciano la sala e Cristina quindi è la sola ad aiutare la Altman. Owen è preoccupato per Cristina, costretta a operare un killer, ma la Altman lo rassicura. La Bailey sostituisce la Torres nell'occuparsi di un ragazzo con una ferita al collo che fa rivivere alla Bailey lo shock da lei stessa vissuto. Owen intanto deve ingegnarsi a organizzare l'ospedale per l'arrivo di nuovi feriti e delega April di occuparsi dei traumi facendole capire che è quello per cui l'ha sempre preparata, avendo lei la stoffa del chirurgo traumatologo. Mark tenta di aiutare Lexie, ancora scioccata dalla sparatoria in ospedale, seguendola nei vari casi e aiutandola a operare. Alla fine anche Jackson, grazie ad Alex che lo ha ammonito di non prendere posizione così perché chiunque sia stato a commettere la strage è un malato di mente con delle persone che comunque gli vogliono bene, vince la sua rabbia verso il killer e informa la madre di quest'ultimo sulle sue condizioni, dato che lei non ha colpa.
Nonostante il gran numero, tutte le persone ferite durante la sparatoria e portate al Seattle Grace sono sopravvissute.
Nel finale tutti i medici si ritrovano ad assistere all'intervento della Altman e non appena lei lo termina con successo, tutti si danno a una risata liberatoria. Lexie confessa a Mark di amarlo, Teddy e Henry decidono di cominciare a conoscersi e Meredith e Cristina fanno pace e tornano amiche.
- Guest star: Scott Foley (Henry Burton), Peter MacNicol (Dr. Robert Stark), Tom Irwin (Marty Hancock), Susan Ruttan (Mrs. Swork), Paula Newsome (Mrs. Sturgeon).
- Musiche: Mt. Desolation - "State Of Our Affairs", John Legend - "Humanity (Love The Way It Should Be)".
- Riferimento del titolo: il titolo si riferisce all'omonima canzone degli Smashing Pumpkins.
- Ascolti USA: telespettatori 11.640.000 – share 11%[17]

## Voltare pagina
- Titolo originale: Start Me Up
- Diretto da: Mark Jackson
- Scritto da: Natalie Krinsky

### Trama
L'episodio si apre con l'ennesimo test di gravidanza negativo di Meredith, e Callie (che adesso vive con Mark) davanti allo specchio in preda a una sorta di crisi di pianto/risata. Uscendo di casa vede Arizona che sta sistemando le sue cose nell'appartamento che è ancora di Callie e quest'ultima, arrabbiata, le dice che deve andarsene. In ospedale sono arrivati i nuovi specializzandi che, affidati agli specializzandi "adulti", compileranno (a insaputa di questi ultimi) una valutazione sul loro insegnante che inciderà sulla prossima scelta che dovrà essere effettuata dal capo, ovvero quella di scegliere il nuovo specializzando capo e tutti cercano di essere migliori degli altri per ottenere il posto. A fine giornata l'unico a essere andato bene è Alex, e quasi solo perché la sua specializzanda è una bella ragazza, mentre tutti gli altri vanno malissimo: Cristina con il suo specializzando è stata crudele e impaziente, Avery il suo lo ha trattato come se fosse solo un fastidio (nonostante alla fine quest'ultimo si sia rivelato bravo in sala operatoria, tanto da ricevere i complimenti di Owen), April al suo non ha lasciato fare nulla mentre Meredith, nonostante abbia tentato di insegnare alla sua specializzanda, alla fine ha passato tutta la giornata a fare test di gravidanza. Il marito della Dott.sa Altman viene operato e, a seguito di una complicazione, lei viene chiamata perché in quanto moglie deve autorizzare i medici a procedere con una soluzione molto radicale, cioè la rimozione di una grossa quantità di tessuto pancreatico; si troverà così in una situazione che non aveva ipotizzato e incomincerà a pensare di aver fatto la cosa sbagliata. Alla fine però Henry la tranquillizza, perché a causa del suo tumore è abituato a dover cambiare vita, quindi anche se ovviamente non è felice di doverlo fare di nuovo si fida di Teddy e accetta la nuova condizione: è diventato diabetico. Nel frattempo in ospedale arriva un uomo che è stato travolto dalla carrozza che il suo fidanzato aveva affittato per il giorno del loro matrimonio. L'amore profondo fra i due sembra far addolcire Callie che però non la smette di essere arrabbiata con Arizona. Alla fine dell'episodio, dopo le insistenze della Robbins per avere una seconda occasione, Callie le rivela la sconvolgente verità con cui dovrà convivere se vogliono stare di nuovo assieme: è incinta di Mark.
- Guest star: Scott Foley (Henry Burton), Daniel Sunjata (Infermiere Eli), Wilson Cruz (Kyle), Kevin Christy (Brady Sullivan), Amy Rosoff (Kira Donnelly), Amber Stevens (Laurel Pinson), Tommy Snider (Edward Taylor), Adam Busch (Fred Wilson), Amanda Leighton (Sarah Cassidy).
- Musiche: Jack Savoretti - "Harder Than Easy", Cee-Lo Green - "Cry Baby", The National - "England".
- Riferimento del titolo: il titolo si riferisce all'omonima canzone dei The Rolling Stones.
- Ascolti USA: telespettatori 12.147.000 – share 12%[18]

## Non m'ingannare
- Titolo originale: Don't Deceive Me (Please Don't Go)
- Diretto da: Kevin McKidd
- Scritto da: Mark Wilding

### Trama
Derek fa dei netti progressi con la sua sperimentazione sull'Alzheimer e Meredith, che non viene inclusa in essa, non riesce a non sentirsi esclusa perché Derek decide di prendere Karev come suo specializzando. 
La Bailey tenta di portare l'ospedale nell'era dei new media con dei live tweets dalla sala operatoria, progetto che non è visto di buon occhio dal capo.
Callie, Arizona e Mark devono incominciare a destreggiarsi con la gravidanza di Callie, la quale fa impazzire la sua nuova ostetrica con la sua eccessiva preoccupazione. Alex prova a seguire Derek nella sua sperimentazione e i due medici per ora sono focalizzati su un solo paziente, malato appunto d'Alzheimer, che all'istituto in cui è ricoverato ha, avendo ormai dimenticato la moglie, intrecciato una relazione con un'altra paziente, affetta da demenza vascolare. La moglie dell'uomo prega Alex affinché dia a suo marito il farmaco sperimentale, ma Alex, comunque, non dà false speranze alla donna e al momento dell'operazione del marito gli dà il placebo come stabilito dal computer che organizza il trial. Alla fine della giornata lo specializzando decide di lasciare la sperimentazione di Derek e consiglia a quest'ultimo di prendere Meredith, realmente interessata. Callie e Arizona non sono ancora tornate propriamente insieme, ma alla fine dell'episodio faranno pace, decidendo di diventare una vera famiglia insieme con Mark, anche se la pediatra puntualizza che Callie non può pretendere che lei sia esultate da subito: avere un figlio non è mai stato nei progetti di Arizona ed è una cosa che aveva sempre detto. Mark fa sapere a Lexie, con cui sta cercando di ritornare insieme, che presto diventerà padre e lei non la prende bene.
- Guest star: Rachael Taylor (Lucy Fields), Angela Paton (Martha Elkin), L. Scott Caldwell (Allison Cobb), Harrison Page (Daniel Cobb).
- Musiche: Lykke Li - Little Bit, Archangel - Both Sides Are Even, Archangel - Hero's Welcome, Brooke Waggoner - Fresh Pair of Eyes.
- Riferimento del titolo: fa riferimento alla canzone di Ruth Brown.
- Ascolti USA: telespettatori 11.182.000 – share 11%[19]

## Giovane e carina
- Titolo originale: P.Y.T. (Pretty Young Thing)
- Diretto da: Steve Robin
- Scritto da: Austin Guzman

### Trama
Thatcher Grey, il padre di Meredith e Lexie, viene ricoverato al Seattle Grace per un mal di stomaco e porta con sé la sua fidanzata poco più che ventenne e tatuata, Danielle, conosciuta all'incontro degli alcolisti anonimi. Lexie non accetta questa relazione e presto si scontra con la nuova compagna del padre ma Meredith la incoraggia a lasciarli essere felici insieme. Nel frattempo Alex, a causa di un commento insensibile, si scontra con la nuova ginecologa, la dott.ssa Lucy Fields, a causa di un paziente, ma tra i due nasce una certa attrazione che però non viene fatta intendere e infine lei si rende conto che il dottor Karev non è poi così male con i pazienti. Mark prende al suo servizio Jackson solo per avere informazioni su Lexie. Meredith riceve la proposta di fare un trial sperimentale con il dottor Webber su delle ricerche che aveva fatto sua madre sul diabete, ma se vuole farlo dovrà lasciare il trial sull'Alzheimer di Derek. Jackson riesce a parlare con Lexie e i due diventano amici e Jackson invita Lexie ad andare al bar con lui e questa accetta. Jackson quindi mente a Mark sull'aver trovato informazioni riguardo Lexie ma lui gli consente comunque di eseguire l'intervento promesso perché ha fatto del suo meglio. Meredith alla fine decide di continuare a fare il suo trial insieme con Derek, per curare la malattia che aveva afflitto la madre e perché lei afferma di aver conosciuto una donna diversa da quella che aveva scritto quegli appunti, ma incoraggia comunque Webber a incominciare il suo sul diabete.
- Guest star: Jeff Perry (Thatcher Grey), Rachael Taylor (Dr. Lucy Fields), Alexa Havins (Danielle).
- Musiche: "Speed Of Sound" di Communist Daughter, "Everything At Once" di Lenka, "Soundtrack To The End" di Communist Daughter, "I Want A House" di Twin Sister.
- Riferimento del titolo: fa riferimento alla canzone P.Y.T. (Pretty Young Thing) di Michael Jackson.
- Ascolti USA: telespettatori 10.467.000 – share 11%[20]

## L'ora d'oro
- Titolo originale: Golden Hour
- Diretto da: Rob Corn
- Scritto da: Stacy McKee

### Trama
Tutti sono in fermento per un importante partita di basket e ansiosi di assistervi, medici e pazienti (Alex deve andarci con Avery).
Callie chiede a Cristina di fare da madrina al suo bambino.
Meredith ha il turno di notte al pronto soccorso e si ritrova sommersa dal lavoro: un giovane che accusa una fortissima emicrania, un ubriaco con un coltello conficcato in testa, un uomo con dolore toracico (che vorrebbe essere dimesso per portare il figlio alla partita), un bimbo di quattro anni con un femore rotto, che dovrà aspettare ore perché, data l'età, deve essere sedato per mettergli il gesso ma non si riesce a farlo entrare in sala operatoria perché, nonostante il dolore, è comunque meno grave degli altri, e infine la moglie di Webber che si è rotta un polso cadendo.
Il giovane con l'emicrania, curato poco accuratamente e con leggera distrazione dalla piccola Grey viene ripreso giusto in tempo da Meredith mentre sta salendo in macchina, che si accorge del suo ictus in atto grazie alla sua firma sulla lettera di dimissione e poi da alcuni sintomi che l'uomo accusa nel parcheggio.
Teddy, a causa dell'uomo che accusava dolori al torace, deve rimandare un appuntamento con un uomo, William, che nel frattempo si intratterrà in sala d'aspetto con Henry (senza sapere che questo è il marito di Teddy). Il paziente della dottoressa ha una dissecazione aortica e non riesce a salvarsi per la gravità della sua situazione. Henry cerca di convincere Teddy che, dopo averci parlato per un'ora, ha capito che William non fa per lei che, invece, può ambire a "di più".
La Bailey si "intrattiene" nella stanzetta del medico di guardia con Eli, Shepherd li scopre mentre cerca un posto riservato per lui e Meredith, ma non ne fa parola con nessuno, nemmeno con quest'ultima.
Meredith ordina una TAC per Adele perché le risposte confuse della donna le fanno pensare all'Alzheimer, ma Richard non è d'accordo e la riporta a casa, accusando Meredith di avere l'Alzheimer fisso nella testa per via della ricerca sperimentale e della madre.
L'uomo con il coltello se lo fa estrarre da un amico per andare alla partita, ma fortunatamente le lesioni erano superficiali e non vi saranno danni neurologici.
Lucy scopre che Alex ha la sua stessa passione per lo sport e lo aiuta con le cartelle arretrate, poi gli fa capire che vorrebbe essere invitata a uscire. Alla fine l'uomo con l'ictus riesce a salvarsi senza nessun danno permanente, ma dopo che la fidanzata, di fronte alla buona notizia si mostra felice più del fatto che così potranno andare comunque in vacanza, la lascia.
Meredith convince Cristina a non fare da madrina al bimbo di Callie, perché le fa pensare che l'amica creda che lei non potrà mai avere un bambino suo.
Alex rinuncia ad andare alla partita di basket per operare il bambino di quattro anni con il femore rotto, che aspettava ormai da ore, e così la dott.ssa Fields capisce che Alex non è il duro uomo che sembra, e così ad andare alla partita è Avery, che invita Lexie ad accompagnarlo e lei accetta.
- Guest star: Loretta Devine (Adele Webber), Daniel Sunjata (Infermiere Eli), Rachael Taylor (Dr. Lucy Fields), Jason Gray-Stanford (Josh Englander), Josh Randall (William), Dondré T. Withfield (Oliver), Elizabeth Bogush (Già Turner), John Henry Canavan (Stewart Tyler), Jeffrey Doornbos (Mitch Turner), Moe Irvin (Infermiere Tyler), Scott Foley (Henry Burton).
- Musiche: "Bourgeois Shangri-La" di Miss Li, "Love Like A Sunset Pt. 1" di Phoenix, "Lose Control" di Back Ted N-Ted.
- Riferimento del titolo: fa riferimento alla canzone Golden Hours di Brian Eno.
- Ascolti USA: telespettatori 10.238.000 – share 11%[21]

## Irresponsabili
- Titolo originale: Not Responsible
- Diretto da: Rob Corn
- Scritto da: Stacy McKee

### Trama
Alex prende un caffè mentre Meredith e Derek discutono sulla loro futura casa, poi Meredith parla ad Alex dei suoi problemi di vista, perché da quando prende i farmaci i suoi occhi si seccano molto velocemente, Alex quindi consiglia a Meredith di parlare con la ginecologa, ma lei pensa che sia solo un pretesto per fare in modo di poterla rivedere. Callie, Mark e Arizona discutono intanto della possibilità di fare l'amniocentesi, Mark è contro invece Arizona è pro. La paziente con l'Alzheimer di Derek è una signora con un figlio di nove anni, Kyle, che si prende costantemente cura di lei quando il padre è al lavoro, invece il paziente di Teddy, è un ragazzo che ha bisogno un trapianto di polmoni, ma che rischia di non riceverli se continuerà a stare con la sua fidanzata, malata di fibrosi cistica come lui: infatti due pazienti con questa malattia non dovrebbero neanche stare nella stessa stanza. Adele, la moglie del capo, è caduta di nuovo e Owen chiama subito Richard, che preoccupato chiede a Miranda di controllarla. Meredith visitando la sua paziente si rende conto che il figlio della donna ha un bozzo sul collo e chiede ad April di visitarlo. Meredith ci vede sempre meno e chiede ad Alex di farle una visita oculistica, lui oltre a fare la visita si rivolge alla ginecologa, ma quest'ultima pensa che sia solo una scusa di Alex per uscire insieme, e quando lui propone l'uscita lei rifiuta di nuovo. Stark entra nella stanza delle radiografie proprio mentre Arizona, April e Meredith stanno discutendo delle lastre di Kyle che presenta un igroma cistico; dopo aver discusso del paziente, Stark vuole chiamare i servizi sociali perché crede che i genitori non si occupino del bambino e le ragazze provano a fargli cambiare idea senza riuscirci; la madre di Kyle, appena apprende la notizia dei servizi sociali, vuole andarsene ma suo figlio la calma cantando una canzone e riesce e farla ragionare. La Bailey non riesce a capire il problema di Adele, e quindi pensa che stia assumendo alcool o qualche droga. Teddy per operare il suo paziente lo obbliga a lasciare la fidanzata, perché altrimenti sprecherebbe i nuovi polmoni. Miranda parla con Meredith di Adele e del suo precedente diverbio con il capo. Owen e Cristina parlano di bambini, ma mentre lei non vuole averne, lui invece sì, ed è convinto che la moglie un giorno cambierà idea, e quando lei nega questa possibilità lui si arrabbia perché lei non gli permette di esprimere un'opinione, e deve cambiare, deve permettere al marito di avere voce in capitolo. Callie decide di fare l'amniocentesi, e Mark alla fine è d'accordo: quello che chiedeva era semplicemente avere voce in capitolo. Derek e Meredith stanno operando, ma all'improvviso lei non riesce a vedere più e non può operare. Lexie va a parlare all'ex fidanzata del suo paziente che lo sta aspettando fuori dall'ospedale e la convince ad andarsene per il bene della persona che ama. Derek e Meredith vanno dalla ginecologa che obbliga la donna a smettere la terapia ormonale e a sottoporsi periodicamente a dei controlli oculistici. April convince Stark a non chiamare i servizi sociali e lui accetta; rendendosi conto che lei per la prima volta da anni gli ha fatto cambiare idea, la invita fuori a cena, e lei accetta. Miranda chiede al capo perché non ha chiesto aiuto a Derek, ma ha scelto lei, e gli suggerisce di andare da lui e chiedergli aiuto. Jackson aspetta Lexie fuori dall'ospedale perché è preoccupato per lei e vuole assicurarsi che stia bene, e parlando di anime gemelle, lui le dice che farebbe la fila per uscire con lei. April entra in bagno per parlare a Lexie dell'uscita con Stark, ma lei la caccia fuori, infatti nascosto nella doccia c'è anche Jackson. Il capo vieta a Meredith di operare finché l'oculista che la visiterà ogni giorno non le darà di nuovo il via libera. Alla fine dei loro turni, Mark, Owen e Derek sono sul tetto a giocare a golf, lamentandosi delle loro mogli e di Callie e Arizona: queste ultime si coalizzano contro Mark, Cristina laddove c'è da discutere si comporta come se la discussione si sia già risolta a proprio favore, mentre Meredith non avverte nemmeno Derek quando ci sono possibili fonti di conflitto. Tutte, di fatto, li escludono quando bisogna prendere decisioni importanti; mentre parlano arriva il capo che chiede a Derek di visitare Adele.
- Guest star: Peter MacNicol (Dr. Robert Stark), Nancy Travis (Alison), Loretta Devine (Adele Webber), Rachael Taylor (Dr. Lucy Fields), Michael Beach (Mr. Baker), Laura Breckenridge (Julia), Patrick Mapel (Ricky).
- Musiche: "Julian, Darling" di Elizabeth and The Catapult, "Come With Me" di ceo, "I Walk The Line" di Johnny Cash, "Riverside" di Agnes Obel, "Forget It All Again" di Rich McCulley, "Plans" di The Submarines.
- Riferimento del titolo: fa riferimento all'omonima canzone dei Deep Purple.
- Ascolti USA: telespettatori 9.131.000 – share 9%[22]

## Siamo così (1ª parte)
- Titolo originale: This Is How We Do It (part one)
- Diretto da: Ed Ornelas
- Scritto da: Peter Nowalk

### Trama
Gli specializzandi competono in modo accanito per ottenere il posto di specializzando capo, Alex va a vivere in un camper nel parcheggio dell'ospedale e lo stesso Karev, Yang, Avery e Kepner assillano il capo fino a seguirlo persino in bagno. Richard vorrebbe far inserire Adele nel trial medico di Derek, ma i posti sono tutti occupati. Alex accusa April di andare a letto con Stark per ottenere favori professionali, ma lei risponde che tra loro c'è solo una bella amicizia. Henry viene ricoverato per dei dolori al petto e si scopre che ha un tumore molto vicino al cuore, ma Webber si accorge che Teddy è troppo coinvolta e affida l'intervento a Cristina. Nel frattempo la Bailey è alle prese con un caso di diabete che vorrebbe far diventare la prima sperimentazione per il trial sul diabete che Webber sta progettando sulla base degli appunti di Ellis Grey, ma la commissione nazionale non ha dato ancora il via libera alla sperimentazione; la situazione per la paziente è critica e così decidono di procedere comunque, anche senza autorizzazione. L'intervento va bene e alla fine ottengono il permesso. La Bailey consiglia a Webber di delegare a qualcuno la scelta del capo degli specializzandi, per via dei suoi impegni tra il trial medico sul diabete e i problemi familiari, e lui l'affida a Owen. Quando Cristina viene a saperlo capisce che non potrà mai essere scelta, perché tutti penserebbero che Owen l'ha scelta in quanto sua moglie. Una paziente affetta da Alzheimer abbandona la sperimentazione di Derek e così lui comincia a testare Adele per vedere se può entrare nel programma, però la sua malattia è ancora a uno stadio iniziale e per un solo punto non rientra nei parametri previsti. Callie, Arizona e Mark danno una festa premaman, di cui Arizona non è particolarmente entusiasta e pensa che Mark stia fingendo di essere entusiasmato per la cosa, dato che lui è molto coinvolto e si occupa di organizzare tutto in ogni minimo dettaglio. Lexie dice a Sloan di frequentare un altro e quando la piccola Grey lascia la festa insieme con Avery per un "consulto", Mark capisce che tra i due c'è qualcosa. Stark invita April a vedere un film da lui, ma lei rifiuta e gli dice chiaramente che vuole solo essergli amica. Callie e Arizona decidono di andare via per il weekend, per stare lontane da Mark. Callie accusa Arizona di essere gelosa per via di Mark e Arizona per tutta risposta le chiede di sposarla; Callie però non fa in tempo a rispondere perché le due si schiantano contro un camion.
- Guest star: Daniel Sunjata (Infermiere Eli), Loretta Devine (Adele Webber), Rachael Taylor (Dr. Lucy Fields), Peter MacNicol (Dr. Robert Stark), Scott Foley (Henry Burton), Marina Sirtis (Sonya Amin), Rick Peters (Sean Greene), Pej Vahdat (Tarik Amin).
- Musiche: "Rumour Has It" di Adele, "Out Of Style, Out Of Touch" di Eulogies, "Little Marriage" di Lia Ices, "Middle Distance Runner" di Sea Wolf, "Someone Like You" di Adele.
- Riferimento del titolo: il titolo fa riferimento all'omonima canzone di Montell Jordan.
- Ascolti USA: telespettatori 10.280.000 – share 11%[23]

## Una canzone per rinascere (2ª parte)
- Titolo originale: Song Beneath the Song (part two)
- Diretto da: Tony Phelan
- Scritto da: Shonda Rhimes

### Trama
L'episodio è musical, i pensieri dei personaggi sono espressi attraverso il canto. La narrazione è dal punto di vista di Callie, che, durante l'incidente è stata sbalzata fuori dal parabrezza. Callie, in fin di vita, vede se stessa fuori dal suo corpo che canta, per quasi tutta la puntata. Arizona chiama subito l'ambulanza, perché Callie è in condizioni piuttosto gravi. Arrivate all'ospedale tutto il team si adopera per cercare di salvare la vita a Callie e al bambino, ma Lucy si dimostra inadeguata come ginecologa e Webber fa chiamare Addison. Arizona e Mark litigano pesantemente quando bisogna scegliere tra salvare il bambino e salvare Callie. Dopo un primo intervento di emergenza i chirurghi sono costretti a richiudere Callie per farla stabilizzare e nel frattempo elaborare un piano. Teddy insiste per operarla al cuore, ma per far questo dovrebbe somministrare una grande dose di eparina che causerebbe emorragie. Cristina si ricorda di una tecnica che Burke le aveva insegnato e che le permetterebbe di operare al cuore in laparoscopia, ma la Altman crede sia troppo rischiosa e dice di no. Quando sono costretti a rioperare Callie, però, l'eparina, come previsto, provoca un'emorragia e Webber incarica Cristina di operare secondo la tecnica di Burke, mettendo da parte la Altman. Alla fine Addison è costretta a far nascere il feto prematuramente: è una femmina. Gli interventi multipli a Callie vanno bene, ma Derek non è in grado di determinare l'entità dei danni al cervello né se Callie riuscirà a svegliarsi. Alla fine dell'episodio Teddy dice a Cristina che non potrà più insegnarle niente perché la Yang non ascolta. Callie si sveglia dal coma, vede Arizona accanto a lei e dice "sì", riferendosi chiaramente alla proposta di matrimonio.
- Special guest star: Kate Walsh (Dr. Addison Montgomery)
- Guest star: Rachael Taylor (Dr. Lucy Fields), Daniel Sunjata (Infermiere Eli), Scott Foley (Henry Burton).
- Musiche: "Cosy In The Rocket" di Psapp (Callie), "Chasing Cars" di Snow Patrol (Callie, Owen, Miranda), "Breathe (2 AM)" di Anna Nalick (Lexie), "How We Operate" di Gomez (Owen), "Wait" di Get Set Go (Lexie, Miranda and April), "Runnin' On Sunshine" di Jesus Jackson (Cast), "Universe & U" di KT Tunstall (Callie, Arizona), "Grace" di Kate Havnevik (Callie, April, Lexie), "How To Save A Life" The Fray (cast), "The Story" di Brandi Carlile (Callie).
- Riferimento del titolo: fa riferimento all'omonima canzone di Maria Taylor.
- Peculiarità: La voce narrante in questo episodio è quella di Callie Torres.
- Ascolti USA: telespettatori 13.091.000 – share 13%[24]

## Ritornare come prima
- Titolo originale: It's A Long Way Back
- Diretto da: Steve Robin
- Scritto da: William Harper

### Trama
Callie non riesce ancora a muovere le dita e a causa delle possibili infezioni che potrebbe trasmetterle non può vedere ancora la bambina, Cristina intanto non può ancora operare con Teddy. Tutti gli specializzandi portano Callie di nascosto contro il parere di Stark a vedere Sofia. Cinque settimane dopo Callie e la bambina devono essere operate, per Callie va tutto bene, Sofia è in pericolo ma Stark riesce a salvarla. Alex spronato da Owen, che è stato incaricato dal capo di scegliere il nuovo specializzando capo, decide come progetto per conquistare questo titolo di portare bambini dall'Africa, come aveva già discusso con Arizona. Così comincia ad assillare una paziente in fin di vita molto scorbutica che, dopo varie discussioni, gli promette 100.000 dollari. Essa però muore il giorno stesso e Alex va in crisi e si sfoga con Lexie quando scopre di non poter coprire tutte le spese per il trasporto dei bambini africani ma in seguito la piccola Grey gli consegna una lettera di un avvocato che dice che la signora Polcher gli ha lasciato 200.000 dollari in eredità. Un paziente del progetto sperimentale di Derek e Meredith muore e cominciano a pensare di inserire Adele, che continua a peggiorare e scambia Meredith per la madre. A dodici settimane dalla nascita della bambina Callie può prenderla in braccio, il progetto di Alex prende vita. Adele viene inserita nella sperimentazione perché peggiora velocemente e ottiene un punteggio molto basso ma le viene assegnato il placebo, così Meredith scambia le buste in modo da somministrarle il farmaco e Alex sospetta qualcosa. Teddy ricomincia a uscire con Andrew spezzando il cuore a Henry, che aveva preparato una cena a lume di candela per loro due pensando che dopo l'ennesimo appuntamento finito male sarebbe andata da lui come di consueto. Alla fine Sofia e Callie vengono dimesse, anche dopo i dubbi e le preoccupazioni di quest'ultima.
- Guest star: Doris Roberts (Gladys Polcher), Peter MacNicol (Dr. Robert Stark), James Tupper (Dr. Andrew Perkins), Loretta Devine (Adele Webber), Scott Foley (Henry Burton).
- Musiche: "Slow Motion" - Little Red, "These Broken Hands Of Mine" - Joe Brooks, Neighbors" - Now Now, "Love You Strongly" - Amy Stroup, "Vanderlyle Crybaby Geeks" - The National.
- Riferimento del titolo: Il titolo si riferisce all'omonima canzone dei Ramones
- Ascolti USA: telespettatori 10.665.000 – share 11%[25]

## Tempo di matrimoni
- Titolo originale:White Wedding
- Diretto da: Chandra Wilson
- Scritto da: Stacy McKee

### Trama
Finalmente è arrivato il giorno del matrimonio di Arizona e Callie. Purtroppo tutto comincia ad andare male. Il pastore che doveva celebrare la cerimonia è in ospedale per un incidente avuto dalla moglie, e Callie, in seguito anche a vari problemi con i genitori, si arrende e dà ragione alla madre. Sarà la Bailey a parlarle per farle capire che i loro sentimenti sono veri e dunque il matrimonio non è una farsa e a sposare le due ragazze. La madre di Callie crede che il matrimonio con Arizona sia una farsa e che non rivedrà sua figlia in paradiso poiché è gay e così si rifiuta di parlarle e di toccare la bambina nata fuori dal matrimonio e vuole andarsene. Suo padre sembra più ben disposto, ma prima del matrimonio è costretto a ripartire perché la moglie non vuole rimanere. Owen sembra deciso a dare il posto di capo degli specializzandi ad Alex, suscitando gelosia fra i colleghi, ma anche Jackson acquista punti grazie alla sua grande dedizione alla ricerca sperimentale con il dottor Webber, Stark mette una buona parola per April, che si dedica molto ai suoi pazienti, anche fuori dalle sue vesti di medico e Meredith pensa di avere la vittoria in pugno perché coinvolta nel trial sull'Alzheimer. L'unica non in corsa per il titolo di specializzando capo sembra essere Cristina che da mesi non esegue un intervento di cardiochirurgia per via della sua discussione con la Altman durante l'intervento di Callie. La Yang prova varie volte a chiedere scusa a Teddy ma lo fa per le ragioni sbagliate e le sue scuse non vengono accettate. Meredith e Derek decidono di adottare Zola, una bambina del Malawi arrivata in ospedale per il progetto di Alex. Il Dr. Andrew Perkins, innamorato di Teddy, le fa una proposta davvero incredibile: andare con lui in Germania. Nello stesso momento in cui avviene il matrimonio tra Callie e Arizona, Meredith e Derek si sposano in municipio per poter convalidare una delle voci della lista per l'idoneità all'adozione. Durante la cerimonia torna il padre di Callie dall'aeroporto e così fanno finalmente il ballo finale tra padre e figlia.
- Guest star: Judith Ivey (Barbara Robbins), Peter MacNicol (Dr. Robert Stark), James Tupper (Dr. Andrew Perkins), Denis Arndt (Colonnello Robbins), Gina Gallego (Lucia Torres), Héctor Elizondo (Carlos Torres)
- Musiche: "The Infidel" - The Republic Tigers, "Never Let You Go" - Calahan, "Love You Good" - Trent Dabbs and Amy Stroup, "Morning Noon & Night" - Ryan Shaw, "Tightrope" - Janelle Monáe feat Big Boi, "Old Fashioned" - Cee Lo Green
- Riferimento del titolo: il titolo si riferisce all'omonima canzone di Billy Idol.
- Ascolti USA: telespettatori 10.110.000 - share 10%[26]

## Sopravviverò
- Titolo originale: I Will Survive
- Diretto da: Tom Verica
- Scritto da: Zoanne Clack

### Trama
Oggi è il giorno in cui Hunt sceglierà il capo degli specializzandi e, a tal proposito, Cristina si rifiuta di avere un rapporto sessuale con lui dicendo che se sceglierà il capo degli specializzandi, dovrà essere imparziale. Lucy ha ottenuto un lavoro in un altro ospedale, il Baylor in Texas, ma è indecisa sull'offerta perché il posto è troppo lontano. Intanto Meredith è preoccupata per l'incontro con l'assistente sociale, Teddy rivela a Henry la proposta che gli ha fatto Andrew e la Bailey, Alex, Lucy e Arizona si occupano di una ragazza africana incinta, il cui bambino è scivolato nel suo intestino: questi verrà estratto e fatto nascere. Henry, sapendo che il capo Webber stava facendo un trial clinico sul diabete assieme ad Avery, il quale si toglie dal caso per permettere al superiore di poter vincere un giorno l'Harper Avery, gli chiede se può farne parte anche lui come paziente, Richard alla fine gli risponde positivamente. Callie torna per la prima volta a lavorare dopo l'incidente e la nascita di Sofia, mentre Mark gliela porta al lavoro. Arizona offre il suo lavoro in Africa a Karev e opera Zola di un'ernia iatale riuscendoci pienamente. Alex è inizialmente scosso dalla proposta, ma decide di rifiutarla, visto il legame che ha con Lucy. Proprio mentre glielo dice, scopre che quest’ultima ha accettato il suo posto nella clinica di Namboze.
Intanto Cristina, facendo una broncoscopia "furtivamente" al posto della Altman, scopre che un uomo dentro i polmoni ha un albero che cresce spontaneamente, così gli fa una biopsia da sola ma April come da protocollo lo dice a Teddy, la quale è sempre più arrabbiata con la testarda specializzanda. Alla fine l'uomo verrà salvato da Cristina con la supervisione in sala operatoria della Altman. Henry chiede il divorzio a Teddy e alla fine dell'episodio Alex rivela a Owen che Meredith ha imbrogliato nella sperimentazione sull'Alzheimer.
- Guest star: James Tupper (Dr. Andrew Perkins), Rachael Taylor (Dr. Lucy Fields), Scott Foley (Henry Burton), Wilmer Calderon (Raul Aranda).
- Musiche: "Second Chance" - Peter Bjorn and John, "Come Home" - Yael Naim feat David Donatien, "Entwined" - Tim Myers, "The Night Will Always Win" - Elbow, "I've Got A Feeling" - Calahan, How to Save a Life - The Fray "Love More" - Sharon Van Etten.
- Riferimento del titolo: il titolo si riferisce all'omonima canzone di Gloria Gaynor
- Ascolti USA: telespettatori 9.630.000 – share 9%[27]

## Ritrovarsi soli
- Titolo originale: Unaccompanied Minor
- Diretto da: Rob Corn
- Scritto da: Debora Cahn

### Trama
Un 757 è precipitato, e il Seattle Grace è il centro traumi designato. Purtroppo tutti i 183 passeggeri sono morti, tranne una bambina di sette anni non accompagnata, e i medici sono tutti occupati a comunicare la notizia alle famiglie.
April Kepner è stata nominata capo degli specializzandi, in seguito alla questione dell'imbroglio con il trial sull'Alzheimer che ha coinvolto Alex e Meredith.
Alex ha detto a Hunt che Meredith ha manomesso il trial di Derek, così lui la porta dal Capo perché lei non vuole dirgli cosa ha fatto esattamente. Alla fine Alex scopre che alla moglie del Capo è stato sostituito il placebo con il farmaco e così il Capo perdona Meredith. Invece Derek è molto deluso da lei, e la lascia da sola la notte in cui porta a casa Zola.
Cristina scopre di essere incinta di sei settimane. Owen ne è felice e cerca di convincerla a tenere il bambino, ma lei decide di abortire comunque.
Teddy ed Henry litigano perché lui è geloso del nuovo fidanzato di Teddy, Andrew. Inoltre Teddy è ancora decisa a partire con lui per la Germania. Solo alla fine dell'episodio capisce di essersi ormai innamorata di lui, e lo bacia.
Sloan dà la sua benedizione ad Avery, perché capisce che è un bravo ragazzo, lui e Lexie si dicono finalmente addio.
La Bailey ed Eli invece, hanno una svolta nella loro relazione.
Lucy Fields, la ginecologa, prega Alex di fermarla e di farla rimanere a Seattle. Alex però non la ferma e Lucy va a lavorare come ginecologa in Malawi.
- Guest star: James Tupper (Dr. Andrew Perkins), Rachael Taylor (Dr. Lucy Fields), Scott Foley (Henry Burton), Daniel Sunjata (Infermiere Eli), Beverly Todd (Gilda Ruiz), Sprague Grayden (Mrs. Gordon), Dale Raoul (NICU Nurse), Katie Lowes (Paziente di Cristina).
- Musiche: "Way To The Future" - Katie Herzig, "Brighter" - Morgan Taylor Reid, "Lippy Kids" - Elbow, "Anything But You" - Civalias, "In Front Of You" - The Quiet Kind.
- Ascolti USA: spettatori 9.890.000 - share 9%[28]